# La Coupole (brasería)

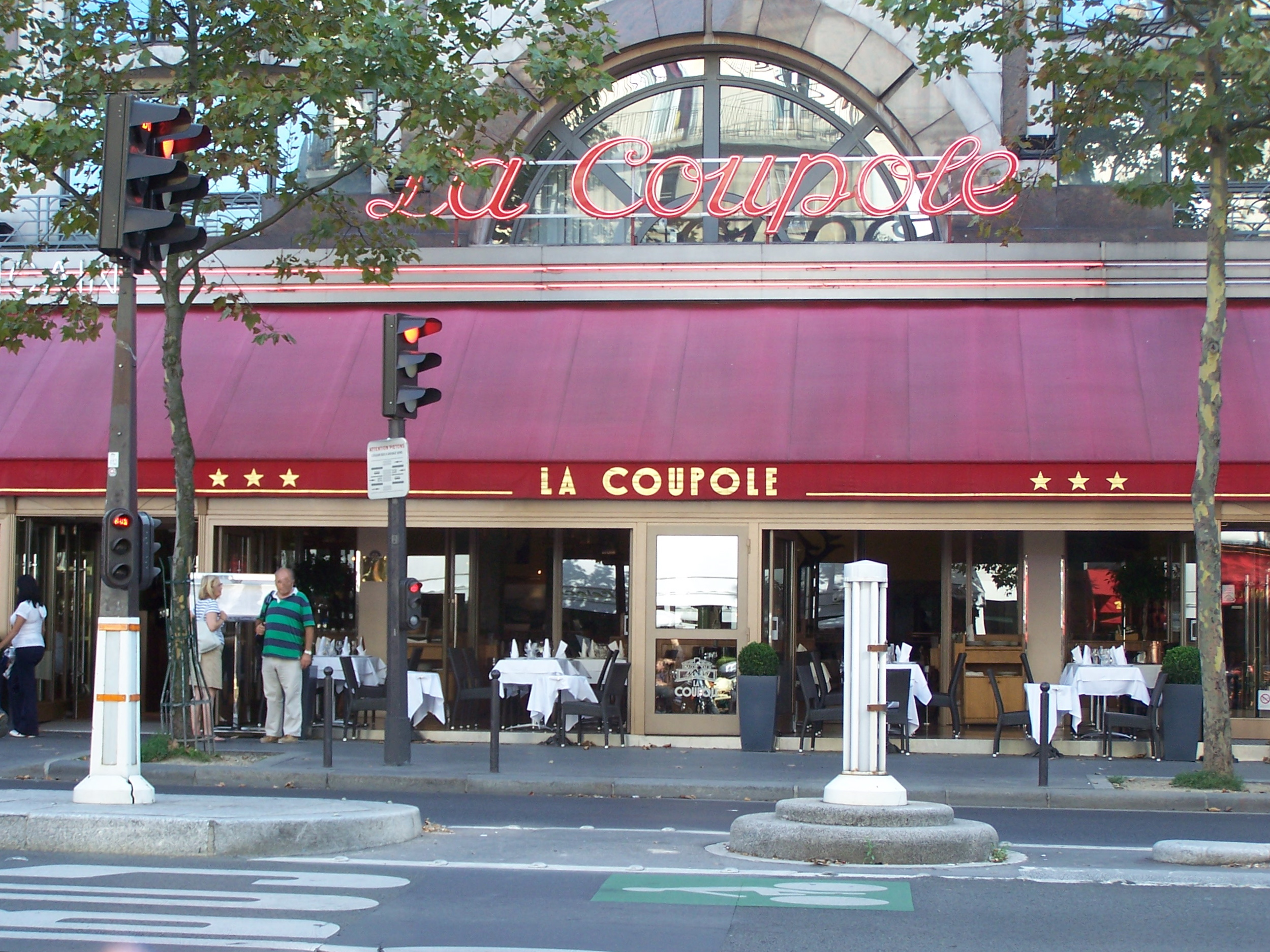
Fachada del restaurante La Coupole de París

La Coupole es una brasserie parisina situada en el barrio de Montparnasse, en el bulevar del mismo nombre, en el XIV Distrito de París, que fue el punto de encuentro del todo París durante el período de entreguerras.

## Lugar de encuentro de artistas
Ernest Fraux y René Lafon inauguraron La Coupole el 20 de diciembre de 1927 con un nombre que quería eclipsar el del café de tertulia Le Dôme, otro de los establecimientos del bulevar de Montparnasse, y tuvo un rápido éxito. Según el crítico gastronómico Curnonsky, que presidió la fiesta, la fecha de su inauguración se eligió porque «el 20 disipa la tristeza» (en francés, el número 20 tiene una pronunciación similar a la palabra vino). El local se inauguró con una gran fiesta en la que las enormes reservas de champán resultaron insuficientes para la gran afluencia de invitados, en lo que puede considerarse el apogeo del esplendor del barrio de Montparnasse.
En una arteria donde la competencia entre braserías es feroz, los propietarios invirtieron grandes sumas y apostaron por el espacio, a pesar de las dificultades arquitectónicas que plantea la edificación del edificio sobre un suelo plagado de antiguas minas subterráneas, además del elevado costo de la suntuosa decoración art déco.
La sala de baile de La Coupole, en el piso subterráneo, se inauguró el 24 de diciembre de 1928, y se convirtió en lugar de presentación de músicos importantes. La orquesta principal de La Coupole fue la Rico's Creole Band de Filiberto Rico, que hasta los años 1960 tocó rumba, bolero, guaracha, samba y baião.
Entre los primeros artistas e intelectuales que frecuentaban el local, podemos citar a Jean Cocteau, que asistió a la inauguración, Tsuguharu Foujita, Kisling, Alberto Giacometti, Ossip Zadkine, Joséphine Baker, Man Ray, Georges Braque o Brassaï. Louis Aragon y Elsa Triolet se conocieron en La Coupole en 1928. En la década de 1930, eran clientes asiduos Picasso, Simone de Beauvoir y Jean-Paul Sartre, Sonia Delaunay, André Malraux, Jacques Prévert, Marc Chagall y Édith Piaf entre muchos otros. En las décadas de 1940 y 1950 acudían regularmente a La Coupole Ernest Hemingway, Marlene Dietrich y en ocasiones Ava Gardner. Tras la II Guerra Mundial, Yves Klein cenaba en el restaurante prácticamente a diario y realizaba sesiones de judo en su terraza, ya que en esa época el edificio solo contaba con una planta.

## Columnas
Las columnas de La Coupole constituyen un importante patrimonio artístico.

### Columnas decoradas por 27 artistas (1927)
Las columnas y pilastras de La Coupole, de cemento aluminoso, fueron decoradas en 1927 por 27 pintores miembros de la bohemia de Montparnasse, elegidos por un comité compuesto por una influyente figura del art déco, Charles Dufresne, el crítico de arte Florent Fels y el poeta e historiador André Salmon. La leyenda dice que se les pagó en bebidas, pero una factura encontrada en 1993 reveló que el precio global de su intervención fue de 23 000 francos. En sus registros, la artista Jeanne Rij-Rousseau menciona haber recibido la suma de 800 francos por la decoración de la columna n.º 12.
Entre los artistas que decoraron La Coupole están Alexandre Auffray, Isaac Grünewald, Louis Latapie, Jeanne Rij-Rousseau, David Seifert y Othon Friesz. El retrato de Joséphine Baker envuelta en plumas de avestruz es obra de Victor Robiquet, y el del escritor Georges Duhamel tocando la flauta, de Marie Vassilieff.

### Columna de Ricardo Mosner (1985)
En la década de 1980, un grupo de creadores, defensores de la figuración libre, movimiento de inspiración popular influenciado por el cómic, la música punk y el vídeo, se reunía todas las veladas en La Coupole. Este grupo, apodado «las columnas de La Coupole» estaba encabezado por el galerista Pierre Maraval, propietario de la galería Beau Lézard, que organizó un concurso entre ellos para sustituir la pintura original de una de las columnas, dañada por una filtración de agua. En el concurso participaron 25 pintores, entre ellos Robert Combas, Charles Cartwright, Hervé Di Rosa, Keith Haring y Ricardo Mosner, que ganó el concurso con los votos de los clientes.

### Columna de Michel Bourbon (1988)
En 1988 se añadió una nueva columna, que hace el número 33, en el lugar de la escalera que conducía a La Pergola. Pintada por Michel Bourbon, la nueva columna repasa la historia de La Coupole con las figuras del pintor Tsuguharu Foujita, la modelo flapper de los años 20 Kiki de Montparnasse, el escritor Ernest Hemingway y uno de los fundadores de la brasería, René Lafon. Bourbon es también el autor de la escultura en yeso titulada El encuentro imposible entre el día y la noche que domina el bar.

### Escultura de Louis Debré (1993)
En el centro del restaurante se sitúa una obra del escultor Louis Derbré titulada La Tierra. La obra, inaugurada en 1993, fue elaborada en bronce en la fundición del artista y originalmente giraba sobre sí misma. Puede encontrarse otra versión de la obra en la plaza Ikebukuro de Tokio (Japón), y una réplica de resina en  La Défense.

## La Coupole en la actualidad
La brasería fue adquirida en 1987 por el Grupo Flo, que restauró el lugar y restableció su reputación gastronómica. En 1995, Jean Paul Bucher vendió el Grupo Flo al financiero belga Albert Frère. El edificio, que en origen no contaba más que un piso, está hoy coronado por varias plantas de oficinas, con una fachada de ventanas de espejo que intenta respetar la configuración modernista.
La sala de la planta calle fue declarada monumento histórico por una orden ministerial el 12 de enero de 1988..

## La Coupole en los medios
La novela Una noche interminable de Pierre Boulle se desarrolla en La Coupole. El nombre del país del futuro, Pergolie, es una alusión al restaurante La Pergola, que estaba ubicado justo encima de La Coupole.
Los turistas frecuentan La Coupole en busca del espíritu descrito por Hemingway en su novela París era una fiesta. En la novela La cabeza de un hombre, de la serie Comisario Maigret, publicada en 1931, La Coupole se encuentra en el núcleo de la investigación: «Simenon tuvo la ocasión de describir sintéticamente (…) este medio abigarrado y cosmopolita de Montparnasse, que él mismo había frecuentado en los años anteriores». Joseph Losey rodó en La Coupole varias escenas de su película El otro señor Klein (1976), con Alain Delon. La Coupole aparece también en una escena de la película La Boum, de 1980, y de La Boum 2, de 1982.